# Stelis (orquídea)
 Stelis es un género de orquídeas epífitas originarias de las regiones tropicales de Norteamérica, Centroamérica y Sudamérica. Comprende unas 500 especies.

## Etimología
Su nombre "Stelis" (muérdago) hace referencia al hábito epifítico de estas especies.

## Hábitat
Las especies de este género se sitúan íntegramente en América tropical. Se pueden encontrar en bosques de montaña húmedos de clima tropical.

## Descripción
Son plantas epífitas, con una sola hoja oblongo-lanceolada estrecha, con apariencia de cuero, que se desarrolla desde un tallo rastrero.
La mayoría de las especies desarrollan unos largos y densos racimos de unas pequeñas flores en diversos tonos de blanco. Estas flores son fotosensitivas, solamente se abren con la luz del sol. Algunas se cierran totalmente por la noche.
Los tres sépalos generalmente son simétricos y redondeados, formando un triángulo con una pequeña estructura en el centro, hecha con la columna, dos pétalos y un labelo minúsculo. Si bien a veces se producen pequeñas variaciones en este esquema.
Como géneros aliados se incluyen:
- Dracula
- Masdevallia
- Restrepia
- Pleurothallis

## Especies
Las especies del género se hallan listadas en Anexo:Especies de Stelis

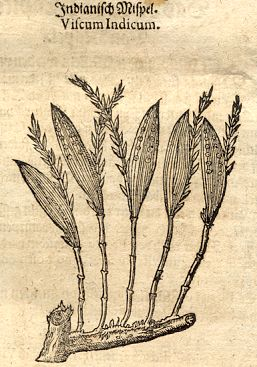
'Indian mistletoe' procedente del libro herbario de Tabernaemontanus. Esta fue con toda probabilidad la primera imagen de una orquídea del género americano Stelis

## Sinonimia
| - Humboldtia Ruiz & Pav. (1794) - Physosiphon Lindl. (1835) - Dialissa Lindl. (1845) - Crocodeilanthe Rchb.f. (1854) - Pseudostelis Schltr. (1922) - Physothallis Garay (1953) - Steliopsis Brieger (1976) | - Apatostelis Garay (1979) - Salpistele Dressler (1979) - Condylago Luer (1982) - Mystacorchis Szlach. & Marg. (2001) - Dracontia (Luer) Luer (2004) - Elongatia (Luer) Luer (2004) - Unciferia (Luer) Luer (2004) |